# Universidad de Caldas
La Universidad de Caldas es la institución de educación superior más importante del departamento de Caldas (Colombia). Fundada en 1943, y de régimen público, la Universidad de Caldas es reconocida como una de las mejores universidades públicas del país, siendo reconocida con el nivel de "Acreditación de alta calidad" otorgado por el Consejo Nacional de Acreditación por 8 años.
Su campus principal se encuentra ubicado en la ciudad de Manizales, cuenta además con las sedes de Palogrande (Facultad de Ciencias Jurídicas y Sociales), Sancancio (Facultad de Ciencias Agropecuarias), Versalles (Facultad de Ciencias de la Salud) y Bellas Artes (Facultad de Artes y Humanidades). A su vez, cuenta con Centros Regionales de Educación en los municipios de La Dorada, Puerto Salgar, Samaná, Salamina y Ríosucio.
La Universidad de Caldas es la más antigua y reconocida Universidad en la región y ha contribuido significativamente a su desarrollo académico, económico, cultural y científico. La Universidad ofrece 34 programas de pregrado y 51 Programas de Posgrado en sus 6 facultades: Artes y Humanidades, Ciencias Exactas y Naturales, Ciencias Agropecuarias, Ciencias Jurídicas y Sociales, Ciencias para la Salud e Ingenierías.

## Historia
A partir de la creación del Departamento de Caldas en el año de 1905 que se origina la posibilidad de un desarrollo rural, industrial y en educación y cultura; gracias a la acumulación de dinero proveniente del comercio, la minería, la ganadería y otros, se busca el progreso de la región a través de la educación, ubicándose el departamento a la cabeza de la república en cuanto a instrucción primaria.
Con relación a la secundaria, los más sólidos esfuerzos se cristalizan en marzo de 1911, cuando se aprueba la creación de un colegio mayor en Manizales, dos años más tarde suprimido, creando en su reemplazo el instituto Universitario de Caldas el cual pasa, posteriormente, a convertirse en el núcleo origen de la Universidad popular
En el mes de noviembre de 1931 se crea Bellas Artes y doce años después (1943) se cristaliza un anhelo caldense al ser fundada la Universidad Popular según ordenanza 006 del 24 de mayo de 1943. 
Años más tarde entre 1949, se crean y empiezan a funcionar en 1950 las Facultades de Agronomía y Veterinaria como respuesta a las necesidades agrícolas, pecuarias e industriales de la región.
Derecho y Medicina se crean en el año de 1950 como alternativa profesional y cultural de la clase dirigente del departamento.
Para 1955 aparece el Departamento de Lenguas Modernas. En 1957 se le otorga la categoría de Facultad a la escuela de Bellas Artes. En 1959 se crea la Facultad de Filosofía y Letras buscando conservar la cultura tradicional y con el fin de desarrollar las áreas humanas.
En 1961 se crea la Facultad de Economía del hogar como una exigencia externa a través de las políticas de alianza para el progreso; posteriormente en el año de 1983 se crea la Facultad de Desarrollo Familiar en sustitución de dicha Facultad.
La desmembración del Departamento de Caldas en el año de 1966 da origen a que se presente y apruebe el proyecto de ley mediante el cual la Universidad dejaba de ser Departamental para convertirse en Institución del Orden Nacional, según ley 34 de agosto de 1967.
En 1970 se crea la Facultad de Enfermería como una estrategia para fortalecer las políticas de salud del Departamento de Caldas.
En 1982 se crea la Facultad de Geología y Minas encargada de liderar los estudios mineros y geológicos de la región.
En 1989, mediante Acuerdo 008 de febrero 14, se crea el programa de Educación Física y Recreación.
Un año después, el 22 de mayo de 1990, se crea el Programa de Diseño Visual (Acuerdo 024) y posteriormente, en 1994 se crea el Programa de Ingeniería de Alimentos (Acuerdo 007 del 2 de febrero ) y Tecnología de Sistemas Informáticos (Acuerdo 008 dl 2 de febrero).
Por último es de reseñar que la reforma de la Estructura Orgánica que el Consejo Superior aprobó el 22 de agosto de 1995, contempla cambios Académico-administrativos, dando origen a que los diferentes programas académicos queden agrupados en seis grandes Facultades.

## Organización y Dirección

### Administración
- Rectoría
- Vicerrectoría Académica
- Vicerrectoría Administrativa
- Vicerrectoría de Proyección Universitaria
- Vicerrectoría de Investigaciones y Postgrados
- Secretaría General
- Registro y Control
- Registro Académico

### Academia
- Facultad de Ciencias Agropecuarias
- Facultad de Ingenierías
- Facultad de Ciencias Exactas y Naturales
- Facultad de Ciencias para la Salud
- Facultad de Artes y Humanidades
- Facultad de Ciencias Jurídicas y Sociales

## Programas Académicos

### Pregrado
Facultad de Ciencias Agropecuarias
- Medicina Veterinaria y Zootecnia
- Ingeniería Agronómica
- Administración de Empresas Agropecuarias

Facultad de Ciencias Jurídicas y Sociales
- Derecho
- Antropología
- Sociología
- Desarrollo Familiar
- Licenciatura en Ciencias Sociales
- Historia
- Trabajo Social
- Tecnología en Finanzas
- Tecnología en Administración Judicial
- Administración financiera

Facultad Ciencias Exactas y Naturales
- Biología
- Geología
- Licenciatura en Ciencias Naturales(antes denominada Licenciatura en Biología y Química)
- Tecnología en Electrónica
- Ingeniería Mecatrónica

Facultad Ciencias para la Salud
- Medicina
- Enfermería
- Licenciatura en Educación Básica con énfasis en Educación Física, Recreación y Deporte
- Tecnología en Regencia de Farmacia

Facultad de Ingenierías
- Ingeniería en Sistemas y Computación
- Ingeniería de Alimentos
- Ingeniería Informática
- Tecnología en Sistemas Informáticos
- Tecnología en Logística
- Tecnología en Higiene y Seguridad Ocupacional
- Tecnología en Agroindustria
- Técnico Profesional en Operaciones de la Cadena Logística
- Técnico Profesional en Higiene y Seguridad Ocupacional

Facultad Artes y Humanidades
- Artes Plásticas
- Diseño Visual
- Filosofía y Letras
- Licenciatura en Filosofía y Letras
- Licenciatura en Artes escénicas con énfasis en Teatro
- Licenciatura en Lenguas Modernas
- Licenciatura en Música
- Maestro en Música

### Posgrado
Doctorado
- Doctorado en Ciencias Agrarias
- Doctorado en Ciencias Biomédicas
- Doctorado en Ciencias de la Educación
- Doctorado en Diseño y Creación
- Doctorado en Estudios Territoriales
- Doctorado en Ingeniería
- Doctorado en Ciencias para La Salud

Maestría
- Maestría en Ciencias Veterinarias
- Maestría en Ciencias Sociales
- Maestría en Ciencias de la Tierra
- Maestría en Culturas y Drogas
- Maestría en Diseño y Creación Interactiva
- Maestría en Didáctica del Inglés
- Maestría en Educación
- Maestría en Estudios de Familia y Desarrollo
- Maestría en Filosofía, línea de estética y filosofía del arte
- Maestría en Fitopatología
- Maestría en Química
- Maestría en Salud Pública
- Maestría en Sistemas de Producción Agropecuaria
- Maestría en Sociedades Rurales
- Maestría en Ingeniería de Alimentos
- Maestría en Ingeniería Computacional
- Maestría en Ingeniería Bioinformática y Biología Computacional.

Especialización
- Especialización en Administración y Evaluación
- Especialización en Anestesiología
- Especialización en Cirugía General
- Especialización en Derecho Administrativo
- Especialización en Dermatología
- Especialización en Desarrollo Agroidustrial
- Especialización en Desarrollo Rural
- Especialización en Docencia Universitaria
- Especialización en Epidemiología
- Especialización en Estudios Penales
- Especialización en Evaluación Técnica y Económica
- Especialización en Gastroenterología Clínico Quirúrgica
- Especialización en Geotecnia
- Especialización en Gerencia Agraria
- Especialización en Obstetricia y Ginecología
- Especialización en Intervención en Relaciones Familiares
- Especialización en Legislación Comercial y Financiera
- Especialización en Legislación de Familia y del Menor
- Especialización en Legislación Tributaria y de Aduanas
- Especialización en Matemáticas Asistidas por Computadora
- Especialización en Medicina Interna
- Especialización en Medicina Interna Geriatría
- Especialización en Medicina de Urgencias
- Especialización en Negocios Interagroalimentarios
- Especialización en Pediatría
- Especialización en Psiquiatría
- Especialización en Sexología Clínica
- Especialización en Química

## Departamentos de las Facultades

### Facultad de Ciencias para la Salud
- Acción Física Humana
- Básico Clínico
- Clínico
- Ciencias Básicas de la Salud
- Materno Infantil
- Salud Mental
- Salud Pública
- Quirúrgico

### Facultad de Artes y Humanidades
- Estudios Educativos
- Música
- Artes Escénicas
- Artes Plásticas
- Diseño Visual
- Filosofía
- Lingüística y Literatura
- Lenguas Extranjeras

### Facultad de Ciencias Agropecuarias
- Salud Animal
- Sistemas de Producción
- Desarrollo Rural
- Recursos Naturales y Medio Ambiente
- Fitotecnia
- Jardín Botánico
- Ingeniería agronómica (Agronomía)

### Facultad de Ciencias Exactas y Naturales
- Ciencias geológicas
- Matemáticas
- Química
- Física
- Ciencias biológicas
- Ingeniería Mecatrónica

### Facultad de Ciencias Jurídicas y Sociales
- Ciencias Jurídicas
- Antropología y Sociología
- Desarrollo Humano
- Economía y Administración
- Historia y Geografía
- Estudios de Familia

### Facultad de Ingenierías
- Sistemas e Informática
- Ingeniería de Alimentos
- Ingeniería Informática
- Tecnología en Sistemas Informáticos
- Tecnología en Logística
- Tecnología en Higiene y Seguridad Ocupacional
- Tecnología en Agroindustria

## Egresados Destacados
Entre los egresados destacados a nivel nacional se encuentran:
- Humberto de la Calle:  ExSenador de la República y Exvicepresidente de la República.
- Bernardo Jaramillo Ossa:Abogado y excandidato presidencial.
- Fernando Arango: Actor Colombiano - Egresado del Programa Diseño Visual.
- Álvaro José Negret: Científico y autor especializado en Ornitología y Conservación.
- José Fernando Reyes Cuartas: Magistrado de la Corte Constitucional (2017-2025).
- Orlando Sierra Hernández: Filósofo, periodista, novelista y poeta.

## Vínculos
Portal Web Oficial: Universidad de Caldas http://www.ucaldas.edu.co 